# Euphyia wendlandi
Euphyia wendlandi là một loài bướm đêm trong họ Geometridae.